# 2,1,3-Benzothiadiazol
Benzothiadiazol ist eine heteroaromatische Verbindung, die bei Raumtemperatur kristallin vorliegt.

## Gewinnung und Darstellung
Benzothiadiazol kann durch Reaktion von 1,2-Diaminobenzol mit Sulfurylchlorid hergestellt werden.

## Eigenschaften
Die Aromatizität des Ringsystems wurde per Kernspinresonanzspektroskopie untersucht. Verglichen mit Naphthalen ist die Aromatizität etwas schwächer.

## Verwendung
Benzothiadiazol kann als Ligand für Aluminiumkomplexe für Polymerisationen verwendet werden. Weiterhin wird es in verschiedenen elektrochromen Materialien verwendet.